# Zagovornik načela enakosti
Zagovornik načela enakosti je samostojen državni organ, ki zagotavlja varstvo pred diskriminacijo vsakemu posamezniku ali pravnim osebam, ne glede na katero koli osebno okoliščino na različnih področjih družbenega življenja, pri uresničevanju človekovih pravic in temeljnih svoboščin, pri uveljavljanju pravic in obveznosti ter v drugih pravnih razmerjih. Pravna podlaga za njegovo delovanje je opredeljena z Zakonom o varstvu pred diskriminacijo (ZVarD). Za razliko od Varuha človekovih pravic pristojnosti Zagovornika načela enakosti segajo ne samo na področje javnega, temveč tudi na področje zasebnega sektorja. Pomemben del njegovih pristojnosti je izvajanje neodvisnih študij, raziskav, analiz, objavljanje neodvisnih poročil in sestavljanje priporočil ter izmenjava razpoložljivih informacij s sorodnimi evropskimi organi za načelo enakosti.

## Zgodovina institucije
Državni zbor je 21. aprila 2016 sprejel Zakon o varstvu pred diskriminacijo, ki zagotavlja pravno podlago za nastanek novega neodvisnega in samostojnega organa Zagovornika načela enakosti. S takšno ureditvijo se je Republika Slovenija približala zahtevam evropskega pravnega reda. Pred sprejemom Zakona o varstvu pred diskriminacijo je bil zaradi neusklajenosti slovenskega pravnega reda s pravnim redom Evropske unije na tem področju proti državi Sloveniji formalno uveden postopek kršitve prava Evropske unije – pisni opomin Evropske komisije: kršitev št. 2014/2093.
Zakon o varstvu pred diskriminacijo je stopil v veljavo 24. maja 2016. Z izvolitvijo v Državnem izboru, 25. oktobra 2016, je organ dobil svojega predstojnika, ki je naslednji dan, s sklepom Mandatno volilne komisije Državnega zbora, nastopil funkcijo. Za predstojnika je bil imenovan sociolog Miha Lobnik. 
Zagovornik načela enakosti je Državni zbor v času vzpostavljanja organa večkrat opozoril, da za učinkovito izvajanje Zakona o varstvu pred diskriminacijo organ potrebuje ustrezna sredstva in primerljivo število kadrov z drugimi državnimi organi    

## Naloge Zagovornika načela enakosti
Zagovornik načela enakosti diskriminiranim osebam zagotavlja neodvisno pomoč pri uveljavljanju njihovih pravic s svetovanjem in pravno pomočjo v drugih upravnih in sodnih postopkih, povezanih z diskriminacijo, opravlja naloge inšpekcijskega nadzora na področju varstva pred diskriminacijo in sodeluje v sodnih postopkih zaradi diskriminacije, tako da diskriminirano osebo zastopa ali pa jo spremlja v sodnih postopkih. Zagovornik načela enakosti lahko vloži tudi zahtevo za oceno ustavnosti in zakonitosti predpisov in splošnih aktov.  

## Osebne okoliščine
Osebne okoliščine so različne prirojene ali pridobljene osebne značilnosti, lastnosti, stanja ali statusi, ki so trajno in nerazdružljivo povezani z določeno osebo, njeno osebnostjo in identiteto, ali pa jih oseba ne spreminja zlahka ter na podlagi katerih se oblikujejo različne skupine oseb in odnosi njihove pripadnosti tem skupinam. Osebne okoliščine so:
- Spol
- Narodnost
- Rasa ali etnično poreklo
- Jezik
- Versko prepričanje
- Invalidnost
- Starost
- Spolna usmerjenost
- Spolna identiteta
- Spolni izraz
- Družbeni položaj
- Premoženjsko stanje
- Izobrazba
- Drugo

## Področja diskriminacije
Zakon o varstvu pred diskriminacijo opredeljuje področja družbenega življenja, na katerih je v skladu s pravom Evropske unije zagotovljeno enako obravnavanje oziroma prepoved diskriminacije. Področja družbenega življenja na katerih poteka varstvo pred diskriminacijo so:  
- pogoji za dostop do zaposlitve, samozaposlitve in poklica (vključno z izbirnimi merili in pogoji zaposlovanja, ne glede na vrsto dejavnosti in na vseh ravneh poklicne hierarhije, vključno z napredovanjem)
- dostop do vseh oblik in do vseh ravni karierne orientacije in svetovanja, poklicnega in strokovnega izobraževanja in usposabljanja, nadaljnjega poklicnega usposabljanja in preusposabljanja, vključno z delovno prakso
- zaposlitveni pogoji in pogoji dela, vključno s prenehanjem pogodbe o zaposlitvi in plačami
- članstvo in vključevanje v organizacijo delavcev ali delodajalcev ali v vsako organizacijo, katere     člani opravljajo določen poklic, vključno z ugodnostmi, ki jih     zagotavljajo take organizacije
- socialna zaščita, vključno s socialno varnostjo in zdravstvenim varstvom
- socialne ugodnosti
- vzgoja in izobraževanje
- dostop do dobrin in storitev, ki so na voljo javnosti, vključno s stanovanji, in preskrbo z njimi

## Oblike diskriminacije
Za obstoj diskriminacije ni potreben namen kršitelja nekoga diskriminirati; dovolj je, da je do diskriminacije prišlo oziroma bi do nje lahko prišlo. Varstvo pred diskriminacijo je s predlogom zakona zagotovljeno tudi osebam, ki so kakorkoli (pravno ali dejansko) povezane z osebo z določeno osebno okoliščino (npr. zakonec, sorodnik) in osebam, ki so diskriminirane iz razloga, ker jim je pripisana določena osebna okoliščina, ki je sicer nimajo. Oblike diskriminacije so:
- posredna diskriminacija
- neposredna diskriminacija
- nadlegovanje
- spolno nadlegovanje
- navodila za diskriminacijo
- pozivanje k diskriminaciji
- javno opravičevanje zapostavljanja ali preziranja oseb ali skupine oseb zaradi osebnih okoliščin
- viktimizacija

Hujše oblike diskriminacije so:
- večkratna diskriminacija
- množična diskriminacija
- dolgotrajna, ponavljajoča se diskriminacija
- diskriminacija s težko popravljivimi posledicami
- diskriminacija v razmerju do otrok
- diskriminacija v razmerju do drugih slabotnih oseb
- podajanje ali širjenje rasističnih, versko, narodnostno in spolno razlikovalnih pozivov,  napeljevanje, ščuvanje, hujskanje k sovraštvu in diskriminaciji ter širše javno pozivanje, ki spodbuja k diskriminaciji

## Pravne podlage Republike Slovenije na področju zagotavljanja enakih možnosti in varstva pred diskriminacijo:
- Ustava Republike Slovenije
- Zakon o varstvu pred diskriminacijo (ZVarD)
- Zakon o splošnem upravnem postopku (ZUP)
- Zakon o inšpekcijskem nadzoru (ZIN)
- Odredba o ukrepih za lažje uresničevanje pravice delavcev Evropske unije in njihovih družinskih članov
- Zakon o enakih možnostih žensk in moških (ZEMŽM)
- Zakon o delovnih razmerjih (ZDR-1)
- Zakon o zaposlitveni rehabilitaciji in zaposlovanju invalidov (ZZRZI)
- Zakon o izenačevanju možnosti invalidov (ZIMI)
- Zakon o romski skupnosti v Republiki Sloveniji (ZRomS-1)
- Zakon o varstvu potrošnikov (ZVPot)
- Zakon o uporabi slovenskega znakovnega jezika (ZUSZJ)
- Zakon o varstvu javnega reda in miru (ZJRM-1)
- Kazenski zakonik (KZ-1)

- varstvo osebnih podatkov
- diskriminacija
- seksizem
- homofobija
- ksenofobija